# Aschbach (Feldkirchen-Westerham)

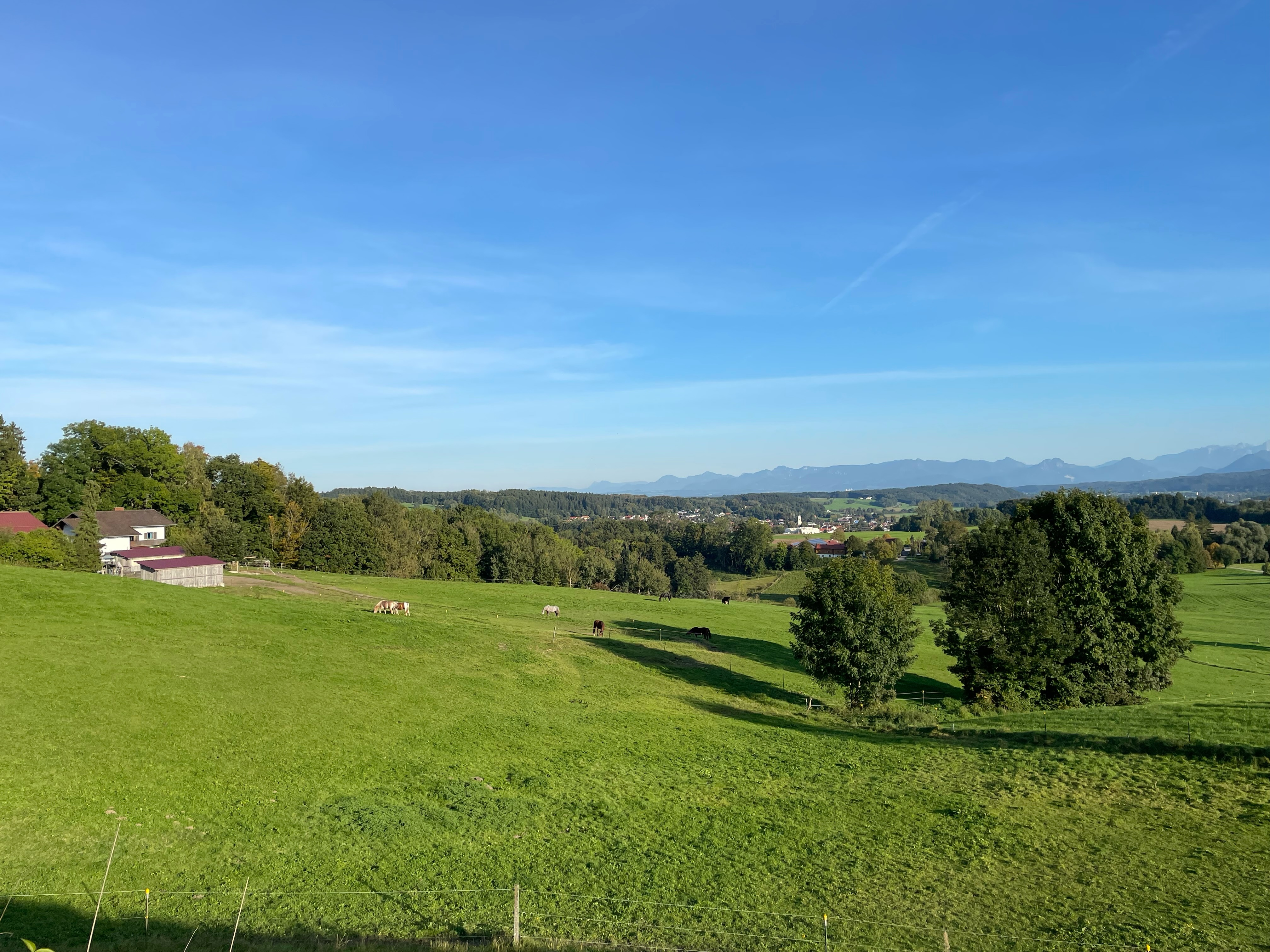
Fernblick vom Aschbacher Berg auf Feldkirchen

Aschbach ist ein Ortsteil der Gemeinde Feldkirchen-Westerham im Landkreis Rosenheim am Hochufer der Mangfall. Das Dorf liegt im äußersten Westen der Gemeinde auf einer Höhe von 646,3 m ü. NN und hatte 247 Einwohner (Stand 31. Dezember 2004).
Koordinaten: 47° 55′ N, 11° 49′ O